# Dijk en Waard

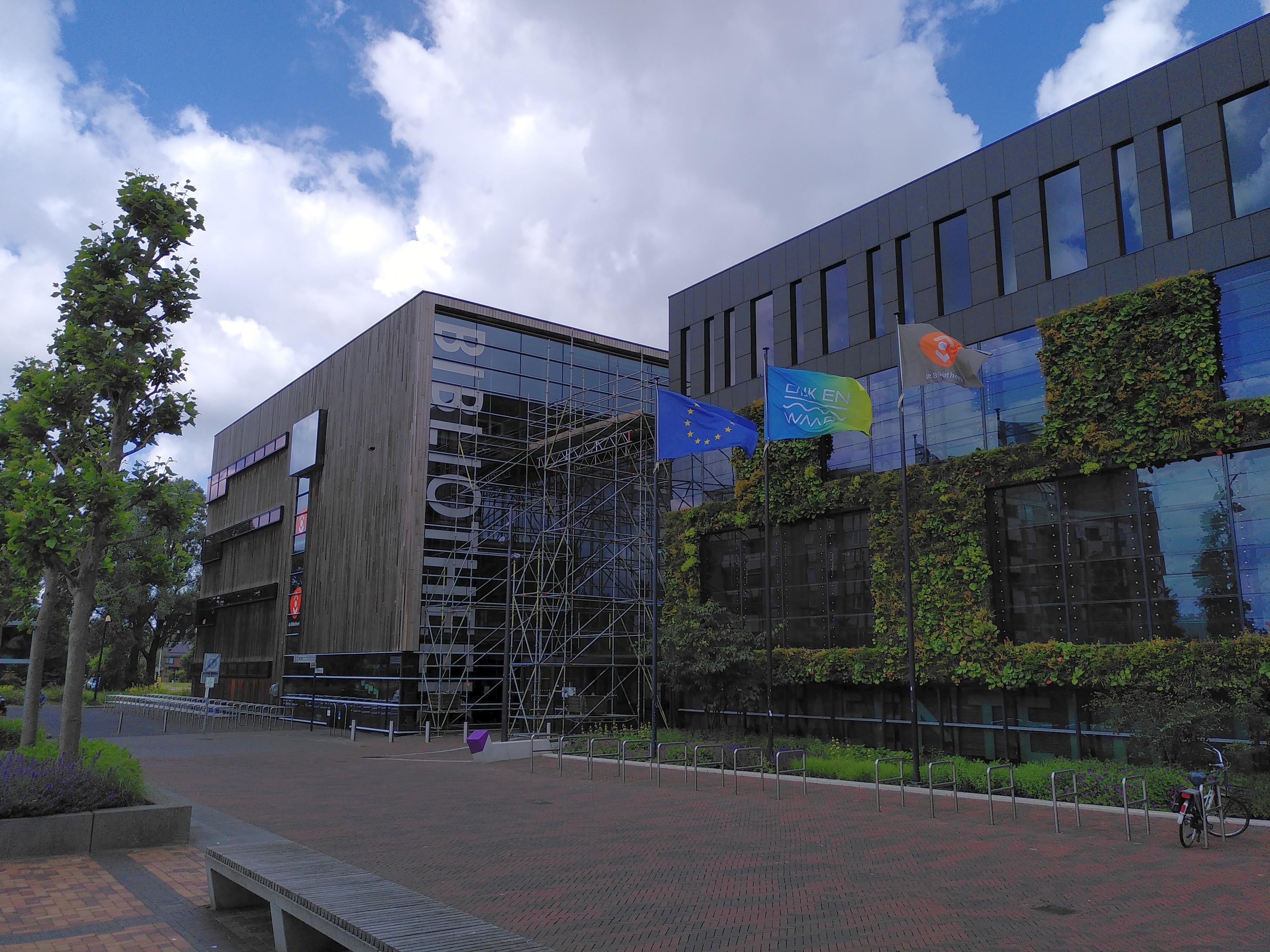
Het gemeentehuis van de gemeente Dijk en Waard.

Dijk en Waard is een Nederlandse gemeente in de provincie Noord-Holland en in de regio West-Friesland.
Op 1 januari 2022 fuseerden de gemeenten Heerhugowaard en Langedijk tot een nieuwe gemeente. Als naam werd gekozen voor de samenstelling Dijk en Waard. De gemeente telt 90.076 inwoners (22 november 2024, bron: CBS) en bestaat uit zestien kernen, waarvan Heerhugowaard verreweg de grootste is, hoewel de dorpen – van noord naar zuid – Oudkarspel, Noord-Scharwoude, Zuid-Scharwoude en Broek op Langedijk als een geheel worden gezien onder de naam Langedijk, en als zodanig wordt aangeduid op verkeersborden. Met zo'n 21.000 inwoners kan dit gezien worden als de op een na grootste kern van de gemeente. Sint Pancras is via lintbebouwing verbonden met Broek op Langedijk, maar wordt algemeen gezien als een apart dorp, dat zowel bij de voormalige gemeente Langedijk als Alkmaar hoort.

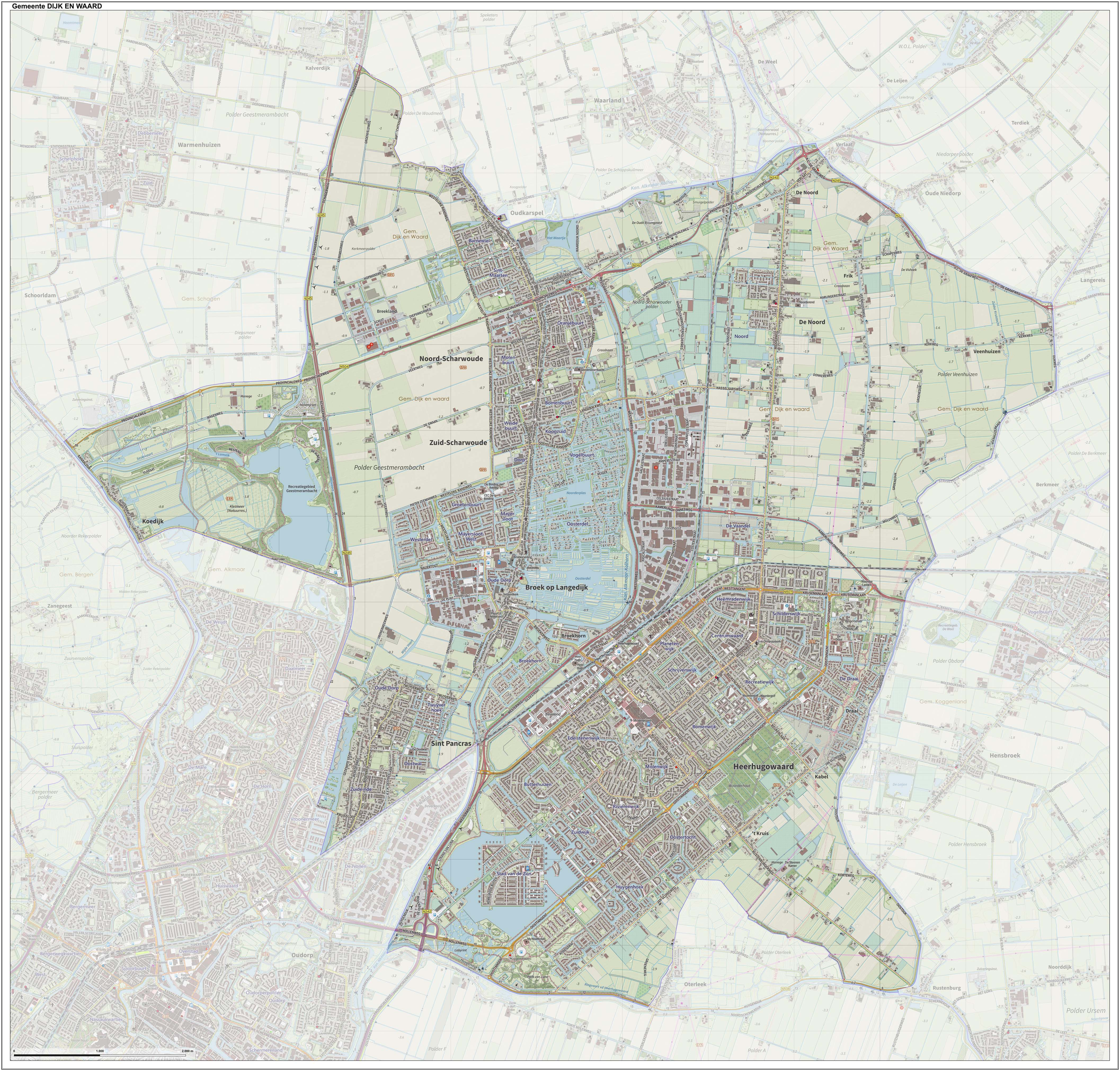
Topografische kaart gem. Dijk en Waard, juni 2023

## Fusie
In september 2018 nam de gemeenteraad van Heerhugowaard een motie aan waarin bepleit werd een versneld onderzoek uit te voeren naar een fusie met de buurgemeente Langedijk. Op 26 februari 2019 namen de gemeenteraden van beide gemeenten een besluit om te komen tot een ambtelijke fusie; deze fusie werd op 1 januari 2020 geëffectueerd.
Op 11 maart 2020 keurden beide gemeenteraden het herindelingsadvies voor de fusie goed. Het provinciebestuur van Noord-Holland ging eind juni 2020 akkoord met het voorstel tot samenvoeging.
Nadat advies ontvangen was van de Raad van State werd op 4 november 2020 een herindelingswetsontwerp ingediend bij de Tweede Kamer. Op 11 februari 2021 ging de Tweede Kamer akkoord met de herindeling. Bij de behandeling van het wetsontwerp werd er een motie ingediend van het lid Snoeren (VVD) en het lid Van de Molen (CDA), waarin de toekomstige gemeente werd opgeroepen het draagvlak voor de fusie te evalueren en zo nodig daarop te acteren. De motie werd aangenomen. De Eerste Kamer heeft het voorstel op 13 juli 2021 aangenomen.

## Geografie

### Plaatsen in de gemeente
| Stad: - Heerhugowaard | Dorpen: - Broek op Langedijk - De Noord - Oudkarspel - Koedijk - Noord-Scharwoude - Sint Pancras - Veenhuizen - Verlaat - Zuid-Scharwoude | Buurtschappen: - Broekhorn - Draai - 't Kruis - Frik - Kabel - Pannekeet |

### Omliggende gemeenten
| Aangrenzende gemeenten | Aangrenzende gemeenten | Aangrenzende gemeenten | Aangrenzende gemeenten | Aangrenzende gemeenten |
| ---------------------- | ---------------------- | ---------------------- | ---------------------- | ---------------------- |
| Schagen                |                        | Hollands Kroon         |                        | Opmeer                 |
|                        |                        |                        |                        |                        |
| Bergen                 | Koggenland             |                        |                        |                        |
|                        |                        |                        |                        |                        |
| Alkmaar                |                        | Alkmaar                |                        |                        |

## Politiek
De herindelingsverkiezing voor de gemeenteraad van Dijk en Waard, die op 1 januari 2022 aantrad, werd gehouden op 24 november 2021. De opkomst bedroeg 36%. De zittingsperiode van de gemeenteraad loopt tot en met de gemeenteraadsverkiezingen van 2026; de nieuwe gemeente Dijk en Waard deed daarom niet mee aan de reguliere gemeenteraadsverkiezingen in 2022.

### College van burgemeester en wethouders
Op 3 januari 2022 werd met de nieuwe gemeenteraad ook de rest van het college van burgemeester en wethouders geïnstalleerd. De lokale partijen Dijk & Waardse Onafhankelijke Partij (DOP) en Lokaal Dijk en Waard (LDW) leverden elk twee wethouders, de VVD en Senioren Dijk en Waard (SDW) elk een.
Per 13 juli 2022 is Maarten Poorter benoemd als eerste burgemeester van Dijk en Waard.
Op 22 november 2022 ontstond er een breuk tussen de VVD en de rest van de coalitie. Dit leidde tot het per direct vertrekken van wethouder Falco Hoekstra (VVD). Medio december 2022 ontstond er een nieuwe coalitie. De VVD was vervangen voor GroenLinks, PvdA en ChristenUnie. Laatstgenoemde leverde ook de wethouder namens deze drie partijen. Samen sloten zij het nieuwe coalitiakkoord "Thuis in Dijk en Waard".
De coalitie heeft een meerderheid van 22 zetels. Oorspronkelijk was dit een meerderheid van 24 zetels, maar door een aantal afsplitsingen is dit aantal gereduceerd.

### Zetelverdeling gemeenteraad
De gemeenteraad van Dijk en Waard bestaat uit 37 zetels. Hieronder staat de samenstelling van de gemeenteraad sinds de oprichting van de gemeente. Dikgedrukte aantallen geven de coalitie aan. Partijen met * hebben niet meegedaan aan de herindelingsverkiezingen van 2021, maar zijn later afgesplitst van bestaande fracties.
| Partij                | Uitslag 2021 | Uitslag 2021 | Verdeling 25-10-2023 |
| Partij                | Stemmen      | Zetels       | Zetels               |
| --------------------- | ------------ | ------------ | -------------------- |
| DOP                   | 4.431        | 7            | 7                    |
| Lokaal Dijk en Waard  | 3.706        | 6            | 6                    |
| VVD                   | 3.071        | 5            | 5                    |
| SDW                   | 2.625        | 4            | 3                    |
| D66                   | 1.884        | 3            | 3                    |
| GroenLinks            | 1.879        | 3            | 3                    |
| FVD                   | 1.787        | 3            | 1                    |
| CDA                   | 1.737        | 2            | 2                    |
| PvdA                  | 1.705        | 2            | 1                    |
| ChristenUnie          | 1.170        | 2            | 2                    |
| 50PLUS*               | -            | -            | 1                    |
| Belang van Nederland* | -            | -            | 2                    |
| Lijst Feenstra*       | -            | -            | 1                    |
| Overig                | 571          | -            | -                    |
| Totaal                | 24.566       | 37           | 37                   |
| Opkomst               | 36,02%       | 36,02%       | n.v.t.               |

## Bezienswaardigheden
- Lijst van rijksmonumenten in Dijk en Waard
- Lijst van gemeentelijke monumenten in Dijk en Waard
- Lijst van oorlogsmonumenten in Dijk en Waard
- Lijst van beelden in Dijk en Waard

Alkmaar ·    Dijk en Waard  · Drechterland · Enkhuizen  · Hollands Kroon · Hoorn · Koggenland  · Medemblik · Opmeer · Schagen · Stede Broec
Stad: Heerhugowaard

Dorpen en gehuchten: Broek op Langedijk · De Noord · Koedijk (deels) · Noord-Scharwoude · Oudkarspel · Sint Pancras · Veenhuizen · Verlaat (deels) · Zuid-Scharwoude

Buurtschappen: Broekhorn · Draai · Frik · Kabel · 't Kruis · Pannekeet
Noord-Holland: Steden en dorpen      Nederland: Provincies · Gemeenten
Aalsmeer · Alkmaar · Amstelveen · Amsterdam · Bergen · Beverwijk · Blaricum · Bloemendaal · Castricum · Den Helder · Diemen · Dijk en Waard · Drechterland · Edam-Volendam · Enkhuizen · Gooise Meren · Haarlem ·  Haarlemmermeer · Heemskerk · Heemstede · Heiloo · Hilversum · Hollands Kroon · Hoorn · Huizen · Koggenland · Landsmeer · Laren · Medemblik · Oostzaan · Opmeer · Ouder-Amstel · Purmerend · Schagen · Stede Broec · Texel · Uitgeest · Uithoorn · Velsen · Waterland · Wijdemeren · Wormerland · Zaanstad · Zandvoort

Steden en dorpen · Voormalige gemeenten · Nederland: Provincies · Gemeenten